# Fabián O’Neill
Fabián Alberto O’Neill Dominguez (ur. 14 października 1973 w Paso de Los Torros, zm. 25 grudnia 2022) – urugwajski piłkarz występujący na pozycji ofensywnego pomocnika.

## Kariera klubowa
Fabián O’Neill zawodową karierę rozpoczynał w 1992 roku w Club Nacional de Football. W tym samym roku zdobył z nim mistrzostwo kraju. Przez cztery lat gry w Montevideo Fabián pełnił rolę rezerwowego, jednak regularnie dostawał szanse gry. Łącznie dla tego urugwajskiego zespołu O’Neill rozegrał 63 ligowe mecze, po czym przeniósł się do Włoch. W 1995 roku podpisał kontrakt z grającym w Serie A Cagliari Calcio. W sezonie 1996/1997 razem z drużyną spadł do Serie B, jednak w kolejnych rozgrywkach powrócił do najwyższej klasy rozgrywek w kraju. Do drugiej ligi "Rossoblu" spadli ponownie w sezonie 1999/2000. Latem Fabián zdecydował się zmienić klub i przeszedł do Juventusu. W ekipie ze Stadio delle Alpi występował przez półtora sezonu. Grał między innymi u boku swoich rodaków - Fabiána Cariniego, Paolo Montero, Daniela Fonseki oraz Marcelo Zalayety. W barwach "Starej Damy" O’Neill wystąpił w czternastu ligowych pojedynkach. W zimowym okienku transferowym 2001/2002 przeszedł do AC Perugia, a kolejny sezon spędził w Cagliari. W 2003 roku Fabián powrócił do Nacionalu, gdzie zakończył piłkarską karierę.

## Kariera reprezentacyjna
W reprezentacji Urugwaju O’Neill zadebiutował 16 czerwca 1993 w wygranym 1:0 pojedynku ze Stanami Zjednoczonymi. W 2002 roku został powołany do kadry "Charrúas" na mistrzostwa świata. Na mundialu tym podopieczni Víctora Púi zajęli trzecie miejsce w swojej grupie i odpadli z turnieju. Sam Fabián na boiskach Korei Południowej i Japonii pełnił rolę rezerwowego i nie wystąpił w żadnym ze spotkań. Łącznie dla drużyny narodowej wychowanek Club Nacional rozegrał dziewiętnaście meczów i strzelił dwa gole.